# Státní rozpočet České republiky na rok 2017
Státní rozpočet České republiky na rok 2017 byl zákon č. 457/2016 Sb. ze dne 7. prosince 2016, který nabyl účinnosti k 1. lednu 2017. Jednalo se o plán hospodaření České republiky, přičemž jeho ústředním orgánem bylo Ministerstvo financí. Účet státního rozpočtu spravuje ČNB. Státní rozpočet na rok 2017 musel být sestaven, stejně jako státní rozpočet na jakýkoliv jiný rok, dle zákona o rozpočtových pravidlech.
Jednalo se o rozpočet, který sestavila vláda Bohuslava Sobotky a jehož předkladatelem byl ministr financí Andrej Babiš (ANO).

## Plán a plnění rozpočtu
Zákon o státním rozpočtu na rok 2017 počítal s úhrnnými příjmy ve výši 1 249,3 mld. Kč, úhrnnými výdaji 1 309,3 mld. Kč a s deficitem hospodaření 60,0 mld. Kč.

### Úhrnná bilance státního rozpočtu za rok 2017 a srovnání s rokem 2016 (v mld. Kč)[1]
| ukazatel           | 2017               | 2017       | 2017            | 2017                  | 2016       | srovnání    | srovnání    |
| ukazatel           | schválený rozpočet | skutečnost | plnění rozpočtu | rozdíl skuteč. - plán | skutečnost | 2017 / 2016 | 2017 - 2016 |
| ------------------ | ------------------ | ---------- | --------------- | --------------------- | ---------- | ----------- | ----------- |
| PŘÍJMY             | 1 249,27           | 1 141,81   | 91,3 %          | -107.46               | 1 148,31   | 99,4 %      | -6,51       |
| - daňové           | 1 112,79           | 1 031,28   | 92,7 %          | -81.51                | 957,39     | 107,7 %     | 73,90       |
| - nedaňové, dotace | 136,49             | 110,52     | 80,4 %          | 25.97                 | 190,92     | 57,9 %      | -80,40      |
| VÝDAJE             | 1 309,27           | 1 153,42   | 88,0 %          | 155,85                | 1 092,86   | 105,5 %     | 60,56       |
| SALDO              | -60,00             | -11,62     | 19,3 %          | 48,38                 | 55,45      | -21,0%      | -67,07      |